# VfB Sangerhausen
Der VfB 1906 Sangerhausen ist ein Sportverein aus Sangerhausen im südlichen Sachsen-Anhalt. Neben der ältesten und erfolgreichsten Abteilung Fußball gibt es die Bereiche Kegeln, Radball und allgemeiner Freizeitsport.

## Geschichte
Der VfB Sangerhausen wurde 1906 als Fußballverein gegründet. Nach Ende des Zweiten Weltkriegs wurde der Verein auf Grund einer Kontrollratsdirektive der Besatzungsmächte aufgelöst. Zunächst führte ab 1948 die SG Wacker 48 den Sportbetrieb in Sangerhausen fort, danach wurden ab 1949 in der Stadt mehrere Betriebssportgemeinschaften (BSG) gegründet. Zur leistungsstärksten BSG entwickelte sich die BSG Stahl, die 1951 gegründet wurde. Ihr schloss sich 1956 die BSG Einheit an. Trägerbetrieb war die Kupfergrube Thomas-Münzer-Schacht. Die BSG Stahl bot zahlreiche Sportarten an, die größten Erfolge hatte die Sektion Kegeln, die zwischen 1980 und 1989 fünfmal DDR-Meister im Mannschafts-Asphaltkegeln wurde und 1982 mit Horst Wöstehoff den DDR-Einzelmeister stellte. In den 1970er Jahren wurde die Betriebssportgemeinschaft vom Mansfeld-Kombinat übernommen und startete danach als BSG Mansfeld-Kombinat Sangerhausen. Als infolge der wirtschaftlichen Veränderungen aufgrund der politischen Wende von 1989 das Kombinat aufgelöst wurde, wurde die BSG 1990 in den eingetragenen Verein SSV Blau-Weiß 1990 umgewandelt. Dieser übernahm zunächst alle Sportsektionen der BSG, 1993 spaltete sich jedoch die Fußballabteilung ab und gründete am 21. Juli 1993 den VfB 1906 Sangerhausen neu.

## Entwicklung des Fußballsports
Die Sangerhäuser Fußballspieler spielten bis in die 1950er Jahre eine untergeordnete Rolle. 1959 stiegen die BSG Stahl aus der damals fünften Liga Bezirksklasse in die höchste Spielklasse des DDR-Bezirks Halle, die Bezirksliga auf. Diese wurde ab 1963 durch Einstellung der II. DDR-Liga drittklassig. Stahl konnte sich 1964 und 1966 im Vorderfeld der Bezirksliga etablieren, 1966/67 fiel die BSG jedoch auf den 18. und drittletzten Rang zurück und musste wieder in die Bezirksklasse absteigen. Dem sofortigen Wiederaufstieg folgte ein Auf und Ab zwischen dritter und vierter Liga, bis die BSG Mansfeld Kombinat (MK) 1980 hallescher Bezirksmeister wurde und in die zweitklassige DDR-Liga aufstieg. Es blieb bei der einen DDR-Liga-Saison 1980/81, danach spielte die BSG MK Sangerhausen bis zum Ende des DDR-Fußball-Spielbetriebes wieder in der Bezirksliga. 1984 gewann sie noch einmal die Bezirksmeisterschaft, verpasste aber durch einen fünften Platz in der Aufstiegsrunde die Rückkehr in die DDR-Liga. In der letzten Spielzeit der DDR-Bezirksliga 1989/90 erreichte die BSG Rang 5.
Ligenübersicht bis 1990
- Bezirksklasse: 1959, 1967/68, 1969–1972, 1973–1976
- Bezirksliga: 1960–1967, 1968/69, 1972/73, 1976–1980, 1981–1990
- DDR-Liga: 1980/81

Innerhalb zweier Spielzeiten war die BSG MK am DDR-weiten Fußball-Pokalwettbewerb (FDGB-Pokal) beteiligt. Für die Saison 1981/82 war sie durch ihre vorausgegangene Teilnahme an der DDR-Liga startberechtigt, scheiterte aber in der zweiten Runde am DDR-Ligisten BSG Chemie IW Ilmenau mit 2:3. 1984 gewann Sangerhausen den Bezirkspokal und qualifizierte sich damit erneut für den FDGB-Pokal-Wettbewerb 1984/85. Auch diesmal reichte es nur für zwei Runden, im Heimspiel gegen den DDR-Oberliga-Vertreter FC Karl-Marx-Stadt gab es eine 0:2-Niederlage.
Der SSV Blau-Weiß startete 1990/91 in der zu dieser Zeit viertklassigen Verbandsliga Sachsen-Anhalt. Nach nur zwei Spielzeiten stieg der Verein in die Landesliga ab. 2002 stieg der VfB wieder in die Verbandsliga auf und wurde 2007 Sachsen-Anhalt-Meister. Damit verbunden war der Aufstieg in die damals viertklassige Oberliga Nordost, die der VfB aber nur für die Saison 2007/08 halten konnte. Seither spielt der VfB 1906 Sangerhausen wieder in der Verbandsliga, seit 2008 6. Spielklasse.
Ligenübersicht seit 2002
- bis 2002: Landesliga, 6. Liga
- 2002–2007: Verbandsliga, 5. Liga
- 2007/08: Oberliga Nordost, 4. Liga
- seit 2008: Verbandsliga, 6. Liga

## Erfolge im Fußball
- Hallesche Bezirksmeisterschaft 1980, 1984
- Hallescher Bezirkspokalsieger 1984
- Sachsen-Anhalt-Meister 2007
- Finalist Sachsen-Anhalt-Pokal 2005

## Stadion
Spielort des VfB 1906 Sangerhausen ist das rund 5.000 Zuschauer fassende Friesenstadion, das 1950 eingeweiht wurde.
Der Zuschauerrekord liegt bei ca. 5.000 Zuschauern, aufgestellt am 31. August 1980 beim ersten DDR-Liga-Punktspiel der Sangerhäuser gegen Chemie Buna Schkopau. Mitte der 1990er Jahre entstand ein neuer Kleinfeldplatz mit Beleuchtung. Das Stadion bekam neue Tribünen und aus dem gefürchteten Hartplatz wurde ein moderner Kunstrasenplatz mit Flutlicht. In den Jahren 2006/07 wurden das neue Sozialgebäude und der Gästeblock fertiggestellt.